# 石橋尚子
石橋 尚子（いしばし なおこ、1989年4月11日 - ）は、日本の熊本県を中心に活動するラジオパーソナリティ・ローカルタレント。熊本市南区川尻地区出身。
主に、名前を短縮したばしこの愛称で呼称される場合が多い。

## 略歴
2012年頃から2019年まで、熊本県営業部長のくまモンのイベント時のイベントコンパニオン兼通訳である「くまモン隊」の隊員として活動。「卒業」後の2019年4月より、熊本放送（RKKラジオ）のスタッフに転じる。
熊本放送では当初、ラジオ番組のアシスタントディレクターを担当し、あおいに代わり「桂木まやのシャバダバサタデー」及び「塚原まきこの福ミミらじお」を担当していたが、その後の2020年4月より、アシスタント業務の傍ら同局の番組「GWEEENとはばたけHEROES!!」のパーソナリティ兼リポーターをつとめている。

## 人物・エピソード
- スヌーピー好きで、星野源の大ファンでもある。2021年5月に星野と新垣結衣が婚約を発表した際には「源ロス」でかなり傷心した様子だった模様[4]。
- 友人等からは「ガチャピンに似ている」と言われているとか。近年（2019年頃 -）では周囲から「上白石萌音・萌歌姉妹にそっくり」とも言われており[5]、また、ラジオ番組で共演している渡辺大輔[6]等一部からは「RKKラジオの宮崎美子[7]」とも言われているという。
- 熊本放送に勤務していることから、過去に同局（RKKラジオ）のラジオカーリポーター「ミミーキャスター」[8]への応募歴があること[9]を度々明かしている。
- 大学時代の一時期、小さな劇団に所属し演劇活動をしていたこともある[10]。

## 担当番組等
2023年3月現在

### 出演者として
現在レギュラーはない。

### アシスタントディレクターとして

#### ラジオ
RKKラジオ
- 糸永 大輔ラジオやってます （開始当初 - ）
- 午後2時5分一寸一服 （主に土曜。2019年 - ）
- ラジてん（水・木、2022年3月 - ）

## 過去の出演番組等

### ラジオ
RKKラジオ
- GWEEENとはばたけHEROES!! （2020年4月3日[11] - 2022年9月）

### テレビ
TBSテレビ
- バナナマンのせっかくグルメ!!（2021年6月27日）
  - 「JNN系列28局で聞いた!せっかく接待グルメ 熊本放送編」のロケで、熊本放送本社玄関ロビー（RKKアトリウム）に「日村ロボ」が設置された際、当時のラジオカーリポーター「ミミーキャスター」のひとり、川上涼佳と共に太平燕を紹介。中華料理店「紅蘭亭」に行った様子も放送されたが、食レポをした川上の「付添人」名目だった為、石橋はオンエア上は太平燕を食していない[13]。

### アシスタントディレクターとして

#### ラジオ
RKKラジオ
- 桂木まやのシャバダバサタデー （2019年4月 - 2020年9月27日の最終回まで担当）
- 塚原まきこの福ミミらじお（水曜 - 金曜、2019年6月 - 2022年3月11日[14]）